# Grupo de enlace
Na teoria do nó, uma área da matemática, o grupo de enlace é um análogo do nó de grupo de um nó. Eles foram descritos por John Milnor em seu Bacharel em tese, (Milnor 1954).

## Definição

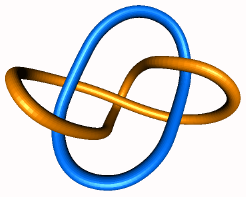
O Whitehead link é link homotopic para a desvincular, mas não isotópica para desligar.

Um n-componente de um grupo de enlace é, essencialmente, o conjunto de (n + 1)-componente enlace estendendo esse enlace, até enlace homotopicamente.  Em outras palavras, cada componente do enlace estendido é permitido o mover através do regular homotopicamente (homotopicamente através de imersões), atar ou desfazendo em si, mas não é permitido mover-se através de outro componente. Esta é uma condição mais fraca do que isotopy: por exemplo, o Enlace Whitehead tem vinculação número 0 e, portanto, é o enlace homotopico para desvincular, mas não é isotópica para desligar.[carece de fontes?]
Não é o grupo fundamental do enlace de complemento, uma vez que os componentes do enlace podem mover-se através de si, mas não o outro, mas assim, é um quociente de grupo do enlace de complemento que um pode começar com esse e, em seguida, por atar ou desfazendo componentes, alguns desses elementos podem tornar-se equivalente ao outro.[carece de fontes?]